# John Crowley
Pour les articles homonymes, voir Crowley et John Crowley.
Œuvres principales
- Le Parlement des fées
- Série Ægypt

John Crowley, né le 1er décembre 1942 à Presque Isle, dans le Maine, est un écrivain américain de fantasy, de science-fiction et de littérature générale.

## Biographie
Fils d'un officier de la United States Army Air Corps, John Crowley fait ses études à l'université de l'Indiana, puis s'installe à New York afin d'entreprendre une carrière d'assistant documentaliste pour le cinéma. 
Paru en 1975, son premier roman, L'Abîme (The Deep), mêle SF et fantasy. Il se fait ensuite connaître par des romans de science-fiction L'Animal découronné (Beasts, 1976) et L'Été-machine (Engine Summer, 1979). Mais c'est son roman de fantasy Le Parlement des fées (Little, Big, 1981), qui lui vaut la célébrité en obtenant le prix World Fantasy du meilleur roman. Un de ses admirateurs, le professeur Harold Bloom, invite peu après John Crowley à l'université Yale pour donner un cours sur la littérature utopique : il y enseigne ensuite l'écriture créative.
Un recueil de nouvelles de Crowley est paru en français : La Grande Œuvre du temps (Great Work of Time, 1989). Il a depuis publié la tétralogie Ægypt, le roman d'espionnage The Translator et un roman uchronique sur Lord Byron.

## Œuvre

### SérieÆgypt
1. Ægypt, Payot & Rivages, coll. « Rivages-fantasy », 1996 ((en) Ægypt, 1987)  (ISBN 2-7436-0039-X)Également paru sous le titre The Solitudes
2. Amour et Sommeil, Payot & Rivages, coll. « Rivages-fantasy », 1997 ((en) Love & Sleep, 1994)  (ISBN 2-7436-0187-6)
3. (en) Dæmonomania, 2000
4. (en) Endless Things, 2007

### Romans indépendants
- L'Abîme, Payot & Rivages, coll. « Payot SF », 1999 ((en) The Deep, 1975)  (ISBN 2-228-89244-0)
- L'Animal découronné, Robert Laffont, coll. « Ailleurs et Demain », 1981 ((en) Beasts, 1976)  (ISBN 2-221-00674-7)Réédition, LGF, coll. « Le Livre de poche » no 7074, 1987 (ISBN 2-253-04142-4)
- L'Été-machine, Belfond, 1981 ((en) Engine Summer, 1979)  (ISBN 2-7144-1399-4)Réédition, Les Moutons électriques, 2006 (ISBN 2-915793-15-8) ; réédition, Points, coll. « Fantasy » no P1813, 2007 (ISBN 978-2-7578-0236-6)
- Petit, grand ou le Parlement des fées, L'Atalante, coll. « La Dentelle du cygne », 2025 ((en) Little, Big, 1981)  (ISBN 979-10-360-0235-9)À paraître le 28 août 2025 - Paru précédemment en français en deux tomes sous le titre général Le Parlement des fées
  1. Le Parlement des fées - Tome 1, Payot & Rivages, coll. « Rivages-fantasy », 1994  (ISBN 2-86930-822-1)Réédition sous le titre L'Orée des bois, Pocket, coll. « Science-fiction » no 5654, 1998 (ISBN 2-266-07402-4) ; réédition, Terre de brume, 2006 (ISBN 2-84362-300-6) ; réédition Points no P2265, 2009 (ISBN 978-2-7578-0323-3)
  2. Le Parlement des fées - Tome 2, Payot & Rivages, coll. « Rivages-fantasy »  (ISBN 2-86930-897-3)Réédition sous le titre L'Art de la mémoire, Pocket, coll. « Science-fiction » no 5655, 1998 (ISBN 2-266-07403-2) ; réédition, Terre de brume, 2006 (ISBN 2-84362-301-4) ; réédition Points no P2266, 2009 (ISBN 978-2-7578-0324-0)
- (en) The Translator, 2002
- (en) Lord Byron's Novel: The Evening Land, 2005
- (en) Four Freedoms, 2009
- (en) The Chemical Wedding: by Christian Rosencreutz: A Romance in Eight Days by Johann Valentin Andreae in a New Version, 2016
- Kra : Dar Duchesne dans les ruines de l'Ymr, L'Atalante, coll. « La Dentelle du cygne », 2020 ((en) Ka: Dar Oakley in the Ruin of Ymr, 2017)  (ISBN 979-10-360-0042-3)
- Le Silex et le Miroir, L'Atalante, coll. « La Dentelle du cygne », 2023 ((en) Flint and Mirror, 2022)  (ISBN 979-10-360-0159-8)

### Recueils de nouvelles
- (en) Novelty, 1989
- La Grande Œuvre du temps, Payot & Rivages, coll. « Rivages-fantasy », 1998 ((en) Great Work of Time, 1989)  (ISBN 2-7436-0314-3)
- (en) Antiquities: Seven Stories, 1993
- (en) Novelties and Souvenirs: Collected Short Fiction, 2004
- (en) Totalitopia, 2017
- (en) And Go Like This, 2019

### Nouvelles
- Antiquités, 1998 ((en) Antiquities, 1977)Parue dans le recueil La Grande Œuvre du temps
- (en) Somewhere to Elsewhere, 1978
- Le Tribut aux morts, 1998 ((en) Her Bounty to the Dead, 1978)Parue dans le recueil La Grande Œuvre du temps
- (en) Where Spirits Gat Them Home, 1978
- (en) The Single Excursion of Caspar Last, 1979
- Le Motif de sa visite, 1998 ((en) The Reason for the Visit, 1980)Parue dans le recueil La Grande Œuvre du temps
- L'Enfant vert, 1998 ((en) The Green Child, 1981)Parue dans le recueil La Grande Œuvre du temps
- Nouveauté, 1998 ((en) Novelty, 1983)Parue dans le recueil La Grande Œuvre du temps
- La Neige, 1987 ((en) Snow, 1985)Parue dans l'anthologie Univers 1987, J'ai lu ; réédition dans le recueil La Grande Œuvre du temps
- Le rossignol chante la nuit, 1998 ((en) The Nightingale Sings at Night, 1989)Parue dans le recueil La Grande Œuvre du temps
- La Grande Œuvre du temps, 1998 ((en) Great Work of Time, 1989)Parue dans le recueil La Grande Œuvre du temps
- En bleu, 1998 ((en) In Blue, 1989)Parue dans le recueil La Grande Œuvre du temps
- Missolonghi 1824, 1998 ((en) Missolonghi 1824, 1990)Parue dans le recueil La Grande Œuvre du temps
- Exogamie, 1998 ((en) Exogamy, 1993)Parue dans le recueil La Grande Œuvre du temps
- Partis, 1998 ((en) Gone, 1996)Parue dans le recueil La Grande Œuvre du temps ; rééditions sous le titre Disparus, dans Fiction no 2 bis, Les Moutons électriques, 2005
- Perdus et abandonnés, 1998 ((en) Lost and Abandoned, 1997)Parue dans le recueil La Grande Œuvre du temps
- (en) An Earthly Mother Sits and Sings, 2000
- (en) The War Between the Objects and the Subjects, 2002
- (en) The Girlhood of Shakespeare's Heroines, 2002
- (en) Little Yeses, Little Nos, 2005
- (en) Conversation Hearts, 2008
- (en) And Go Like This, 2011
- (en) Tom Mix, 2012
- (en) Glow Little Glowworm, 2012
- (en) The Million Monkeys of M. Borel, 2016
- (en) This Is Our Town, 2017
- (en) Spring Break, 2017
- (en) Flint and Mirror, 2018
- (en) Anosognosia, 2019

### Essai
- (en) In Other Words, 2007

## Prix
- Prix World Fantasy du meilleur roman 1982 pour Le Parlement des fées[1]
- Prix Locus de la meilleure nouvelle courte 1997 pour Partis[2]
- Prix Edgar-Allan-Poe 2018 de la meilleure nouvelle pour Spring Break[3]
- Prix Mythopoeic 2018 pour Kra : Dar Duchesne dans les ruines de l'Ymr